# Eduardo Gonçalves de Oliveira
Eduardo Gonçalves de Oliveira (São Paulo, Brasil, 30 de noviembre de 1981), conocido como Edu, es un exfutbolista brasileño. Jugaba de delantero y fue profesional entre 2002 y 2017.

## Trayectoria
El jugador comenzó su trayectoria en equipos brasileños como Guarani FC, Santos FC, São Paulo FC, Clube Náutico Capibaribe y CRAC. Después jugó en la Fußball-Bundesliga en equipos como VfL Bochum y 1. FSV Mainz 05. Fichó por el Suwon Samsung Bluewings de la K-League, fue elegido en el once ideal de la liga coreana en 2008 y fue fichado por el FC Schalke 04 el 3 de enero de 2010.
En 2011 se marcha cedido al Beşiktaş.

## Clubes
Actualizado al último partido jugado el 6 de febrero de 2016.
| Club                      | País          | Año       | Partidos (Liga) | Goles (Liga) |
| ------------------------- | ------------- | --------- | --------------- | ------------ |
| Náutico                   | Brasil        | 2002      | ??              | ??           |
| CRAC                      | Brasil        | 2003      | ??              | ??           |
| VfL Bochum                | Alemania      | 2003-2006 | 63              | 16           |
| Mainz 05                  | Alemania      | 2006-2007 | 14              | 1            |
| Suwon Bluewings           | Corea del Sur | 2007-2009 | 70              | 25           |
| Schalke 04                | Alemania      | 2010-2013 | 43              | 5            |
| Beşiktaş (cedido)         | Turquía       | 2011-2012 | 25              | 3            |
| Greuther Fürth (cedido)   | Alemania      | 2012      | 10              | 1            |
| Liaoning FC               | China         | 2013      | 23              | 14           |
| F. C. Tokyo               | Japón         | 2014      | 38              | 17           |
| Jeonbuk Hyundai Motors FC | Corea del Sur | 2015      | 26              | 12           |
| Hebei China Fortune FC    | China         | 2015-2016 | 15              | 12           |
| Jeonbuk Hyundai Motors FC | Corea del Sur | 2016-2017 |                 |              |